# Église Saint-André de Fenain
Pour les articles homonymes, voir Église Saint-André.
L'église Saint-André est une église catholique située à Fenain, en France.

## Localisation
L'église est située dans le département français du Nord, sur la commune de Fenain.

## Historique
(août 2018).
Si vous disposez d'ouvrages ou d'articles de référence ou si vous connaissez des sites web de qualité traitant du thème abordé ici, merci de compléter l'article en donnant les références utiles à sa vérifiabilité et en les liant à la section « Notes et références ».
Un document de 1243, retrouvé aux archives départementales, imposait le paiement du fermage et des revenus au chapelain chaque année, le 30 novembre à la fête de la Saint-André. Difficile de trouver les causes du lien si ancien qui unit Fenain et Saint André,  patron des pêcheurs. Une peinture de Saint André avec sa croix est exposée dans le chœur dominant l'autel. En 1749, les autorités signalent« le beffroi de la tour est en si mauvais état qu'on ne peut plus sonner les cloches sans risquer à les casser. » En 1791, le conseil municipal propose, puisque la population a considérablement augmenté avec l'activité minière, de réparer la tour et d'agrandir l'église. En 1823, c'est l'approbation du projet par le comte de Murat, préfet du Nord, et la pose de la première pierre a lieu le 15 avril 1825. L'église Sainte-Rictrude de Marchiennes avait inspiré l'architecte Jean-Étienne Voisin. L'inauguration a lieu en 1828.

## Architecture
Une tour porte les cloches surmontées d'un fronton triangulaire. Les façades latérales sont à huit vitraux de plein cintre. Les façades principales sont à deux vitraux de plein cintre. À l’arrière, un appentis est accolé. À l'intérieur, le déambulatoire passe derrière le chœur. Plusieurs pierres tombales subsistent.

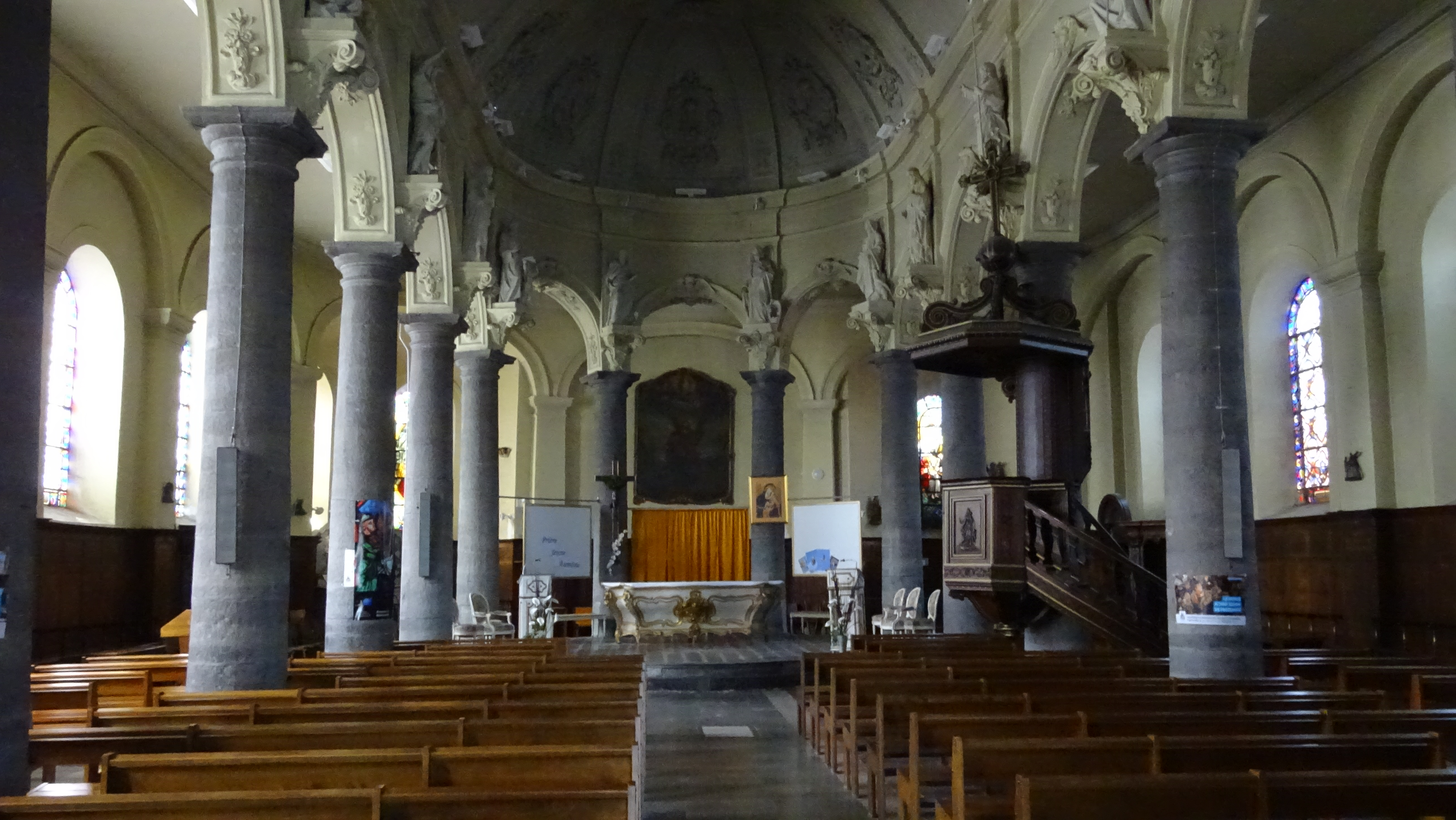
Église Saint-André Intérieur.
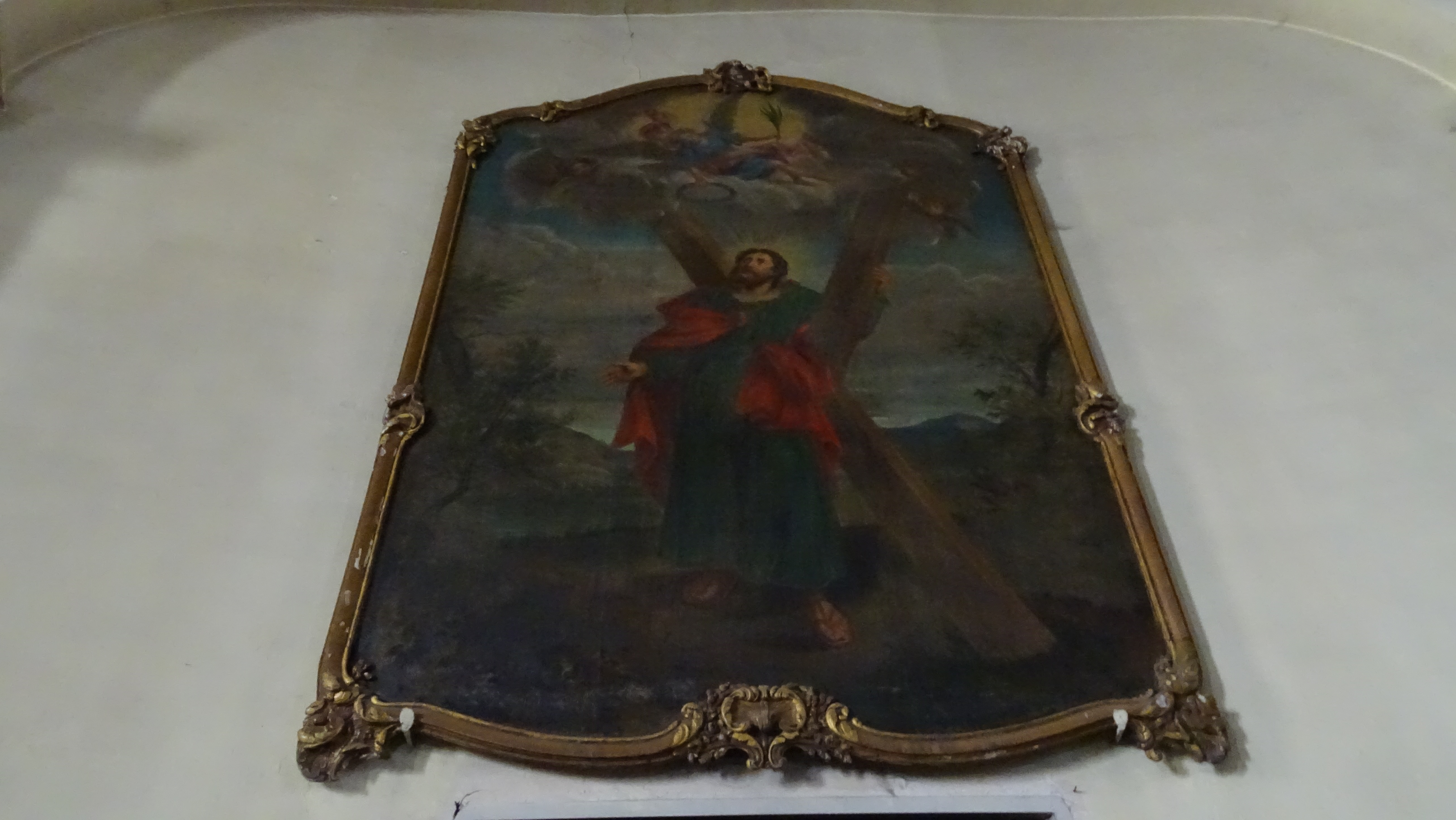
Tableau de saint André l'apôtre.
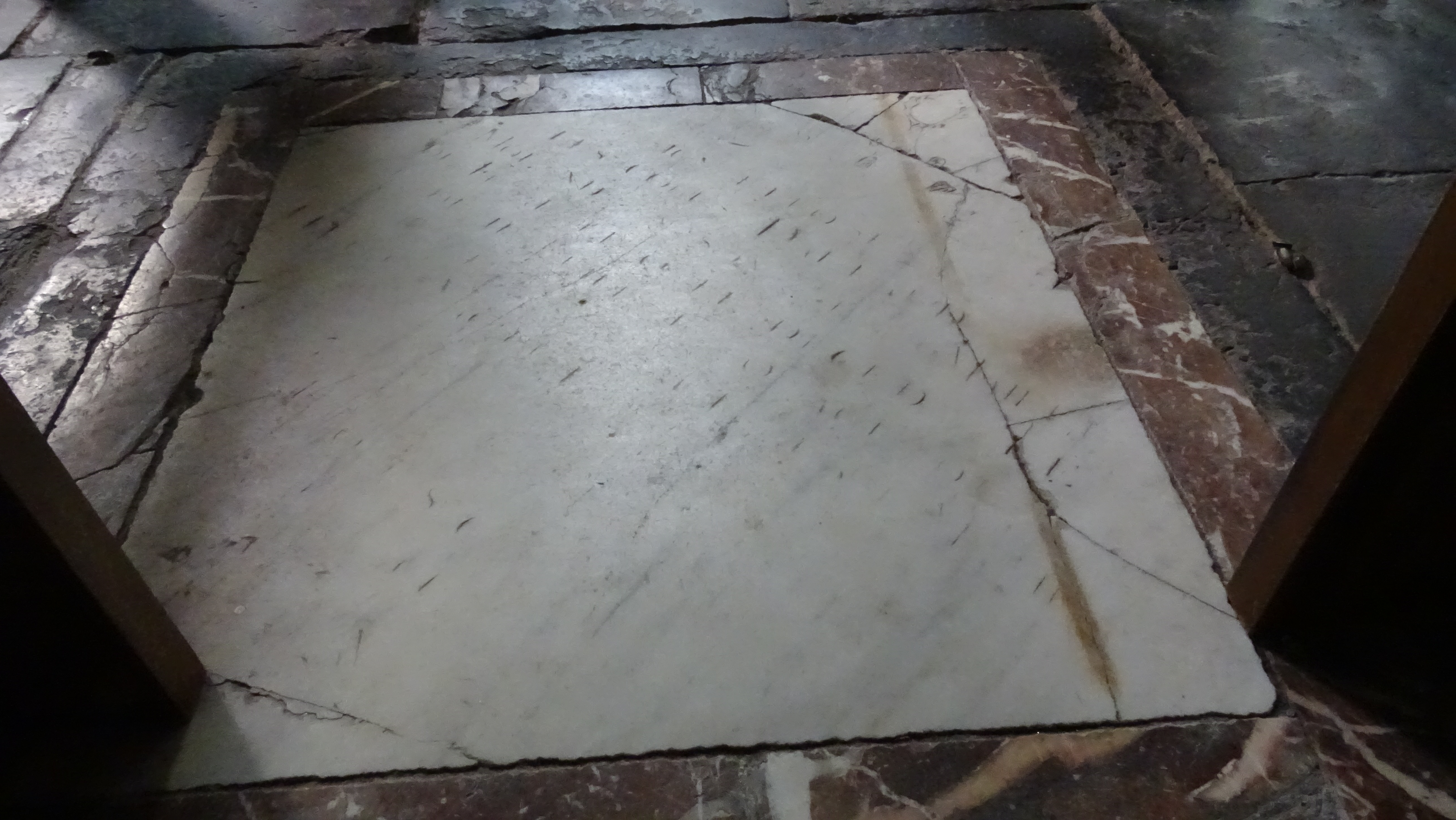
Pierre tombale.
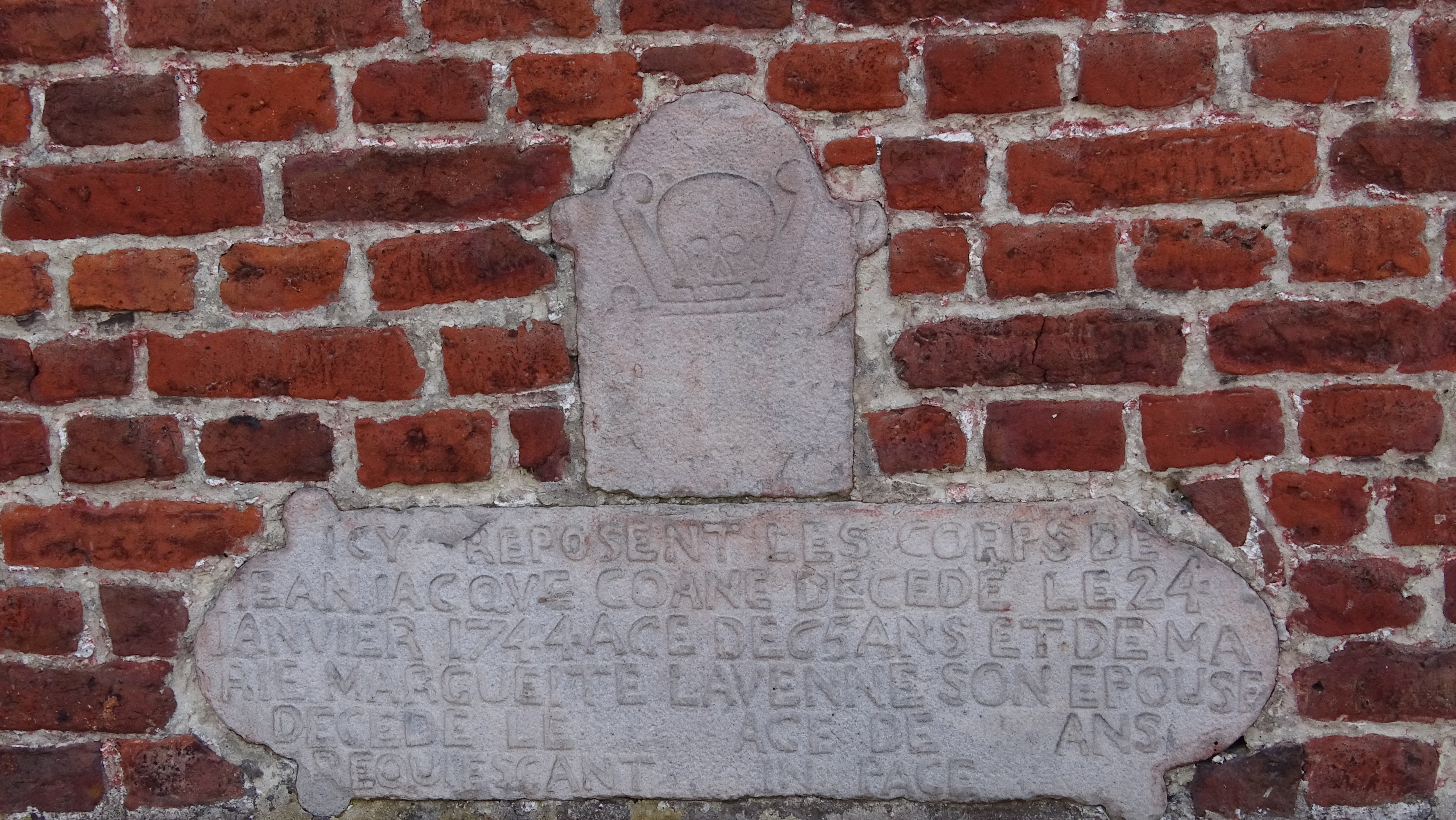
Pierre tombale (1744).
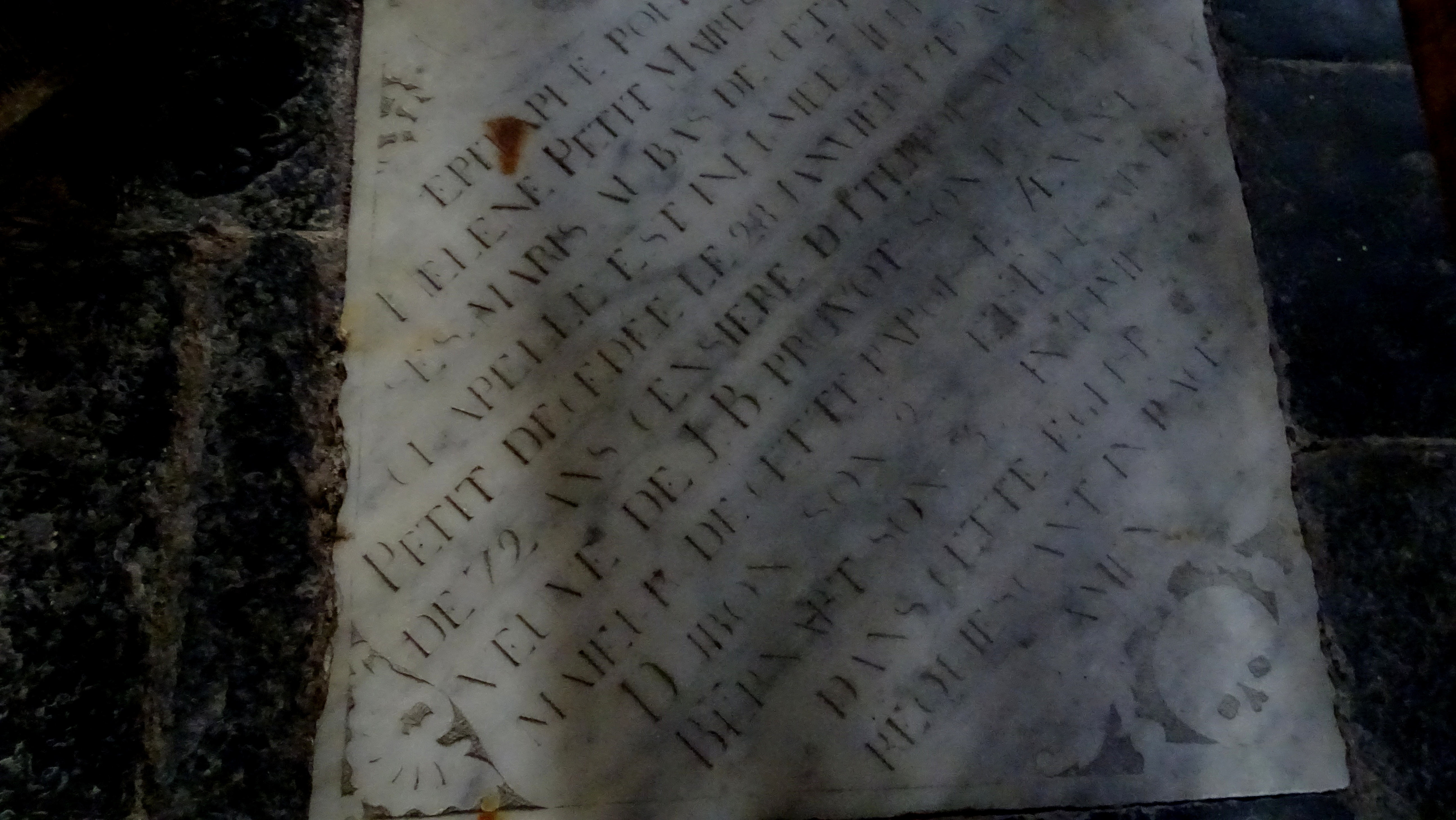
Pierre tombale.

## Vitraux
Dans la chapelle de gauche en entrant, un des douze vitraux de l'église est du vitrailliste Latteux-Bazin du Mesnil-Saint-Firmin. Ce vitrail reprend  une œuvre majeure et monumentale de Rubens exposée en la cathédrale Notre-Dame d'Anvers, il s'agit de La Descente de Croix.

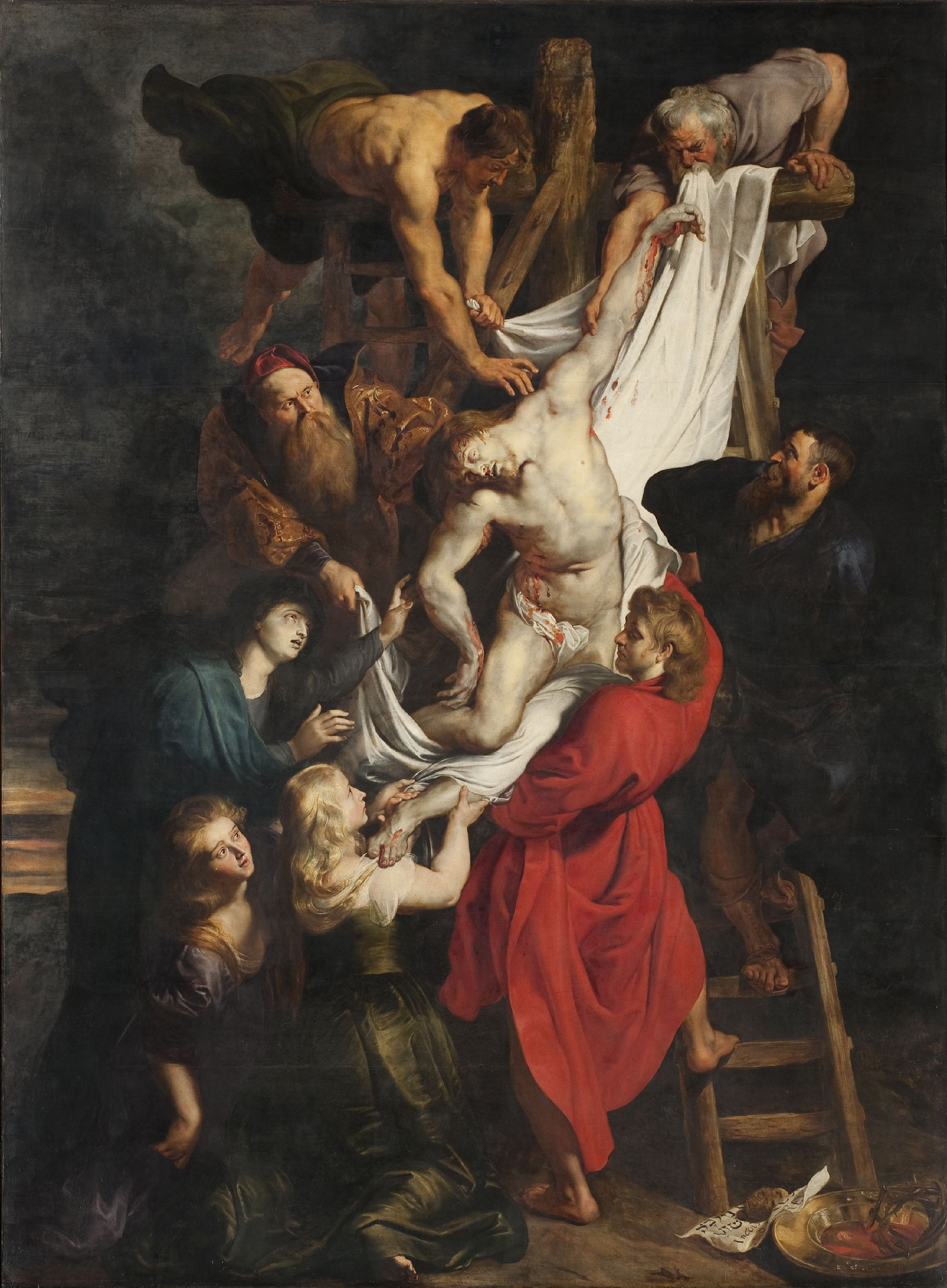
La Descente de Croix en la cathédrale Notre-Dame d'Anvers, original de Rubens.
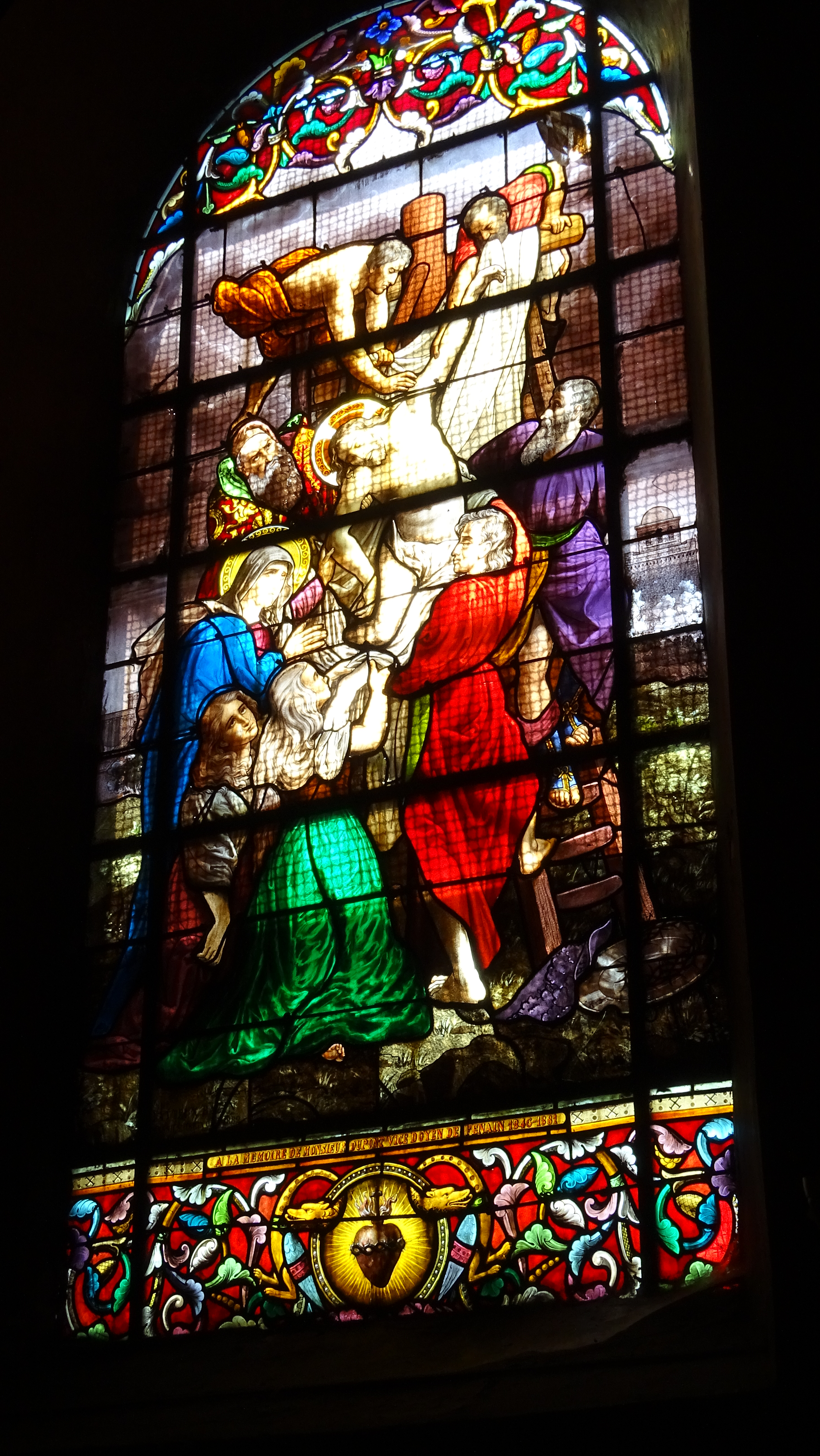
Vitrail la Descente de croix de Rubens par Latteux-Bazin au Mesnil-Saint-Firmin (1882).
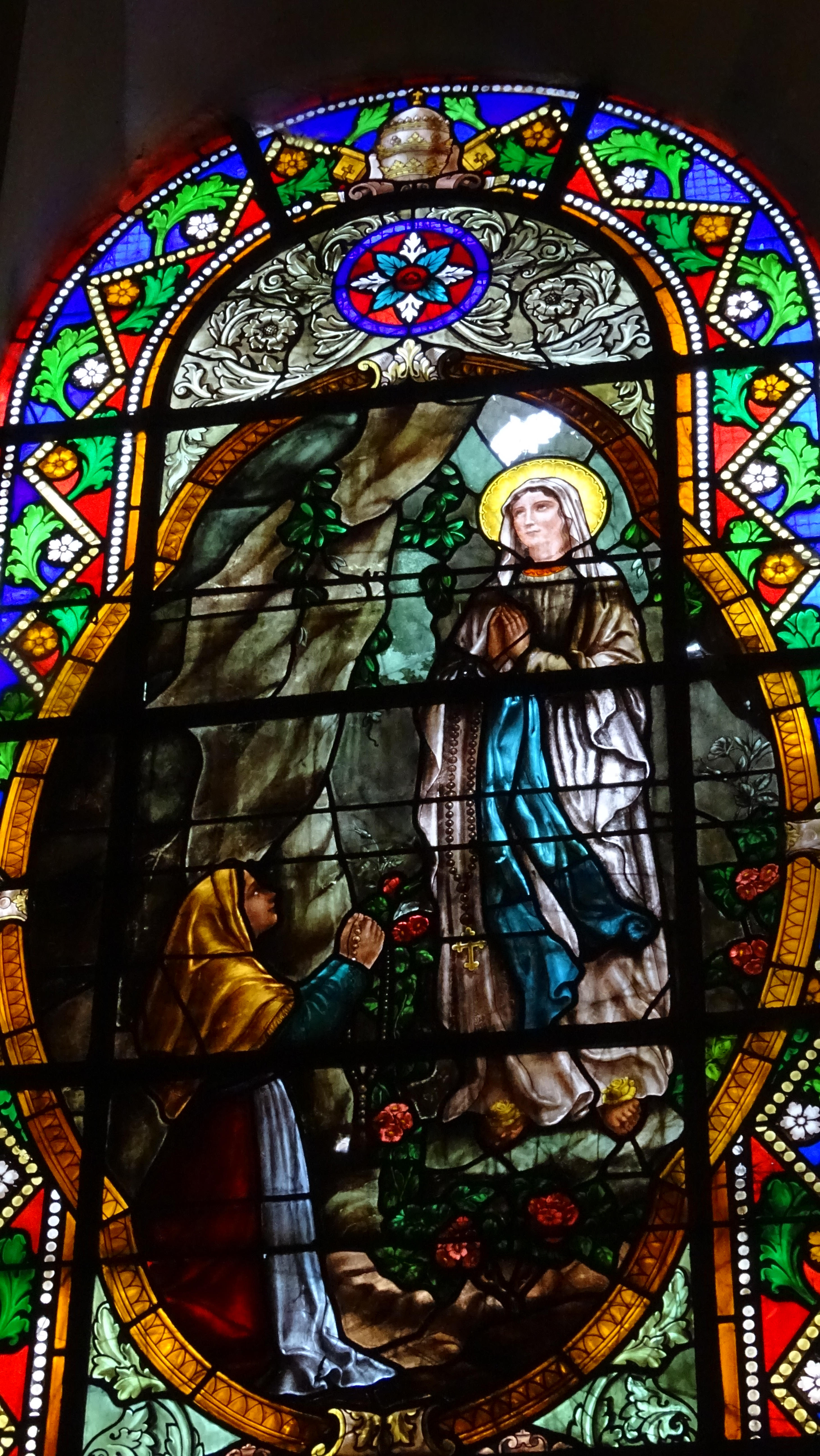
Vitrail d'Antonin Doumerc de Toulouse.
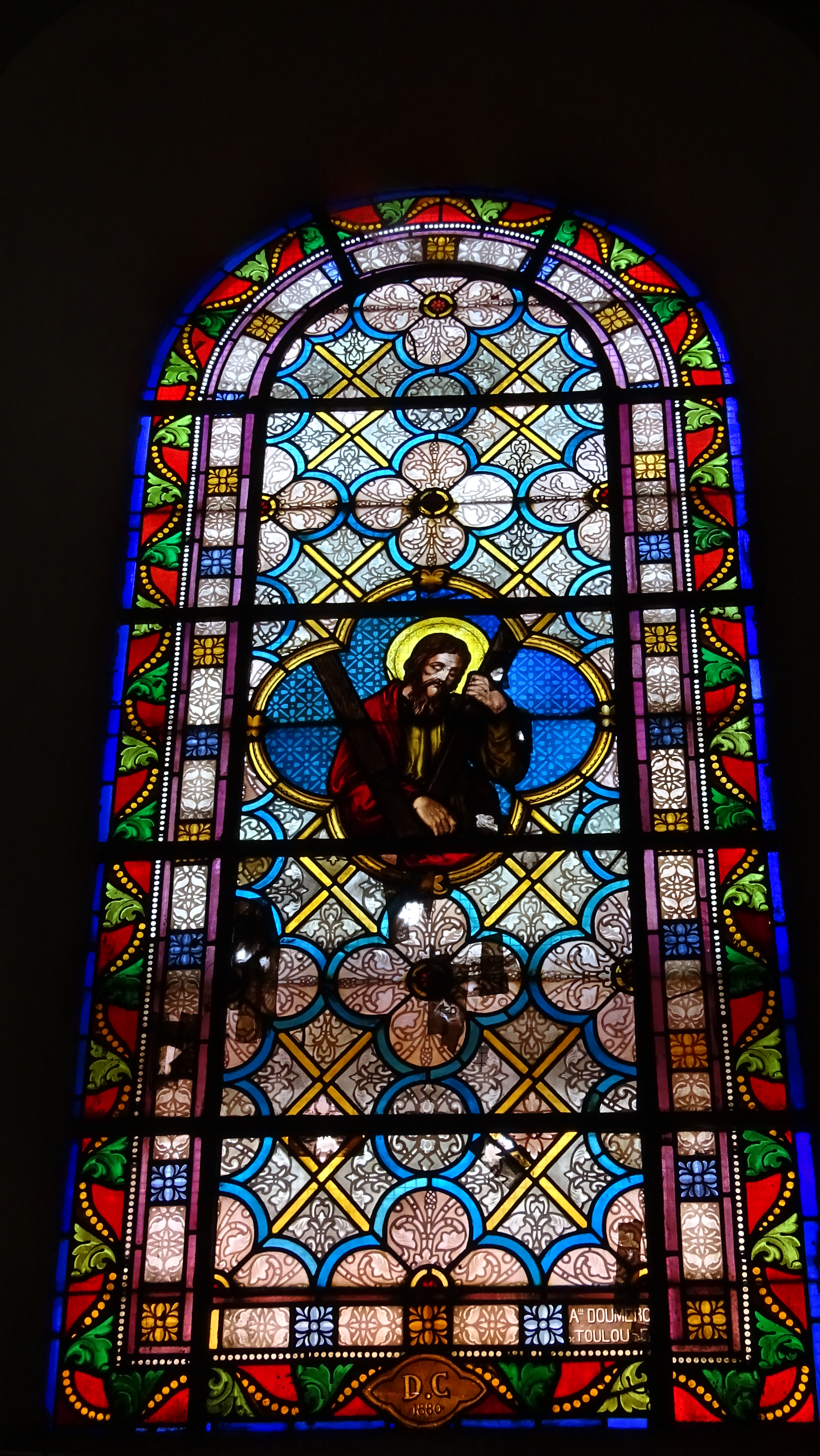
Vitrail.